# Octavian Buzea
Octavian Buzea (n.1899, Dacia - d. ?) a fost un delegat în Marea Adunare Națională de la Alba Iulia, organismul legislativ reprezentativ al „tuturor românilor din Transilvania, Banat și Țara Ungurească”, cel care a adoptat hotărârea privind Unirea Transilvaniei cu România, la 1 decembrie 1918.:p. 77

## Biografie
A fost student la Universitatea din Budapesta, a obținut doctoratul în drept la Facultatea de Drept din Cluj. Între 1920-1940 a fost gazetar la Cluj și membru fondator al „Sindicatului Presei Române din Ardeal și Banat”. În 1939 a publicat la Tipografia Ardealul din Cluj, monografia „Clujul 1919-1939”.

## Activitatea politică

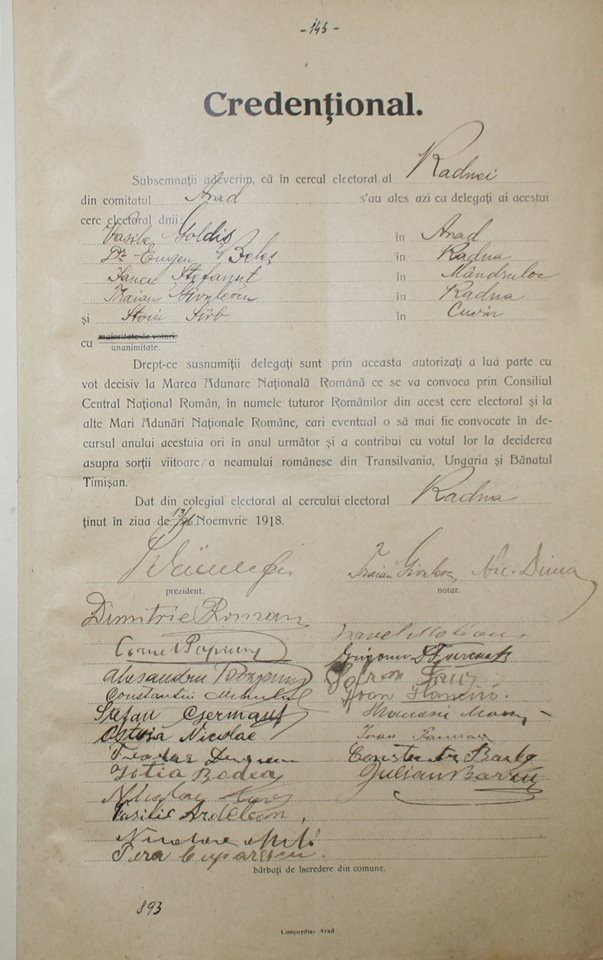
Credențional

A fost ajutor de primar al municipiului  Cluj din 1940 în 1947. A fost delegat al comunei Viscri, cercul Cohalm, județul Târnava Mare,  la  Marea Adunare Națională de la Alba Iulia.